# Lachemilla galioides
Lachemilla galioides är en rosväxtart som först beskrevs av George Bentham, och fick sitt nu gällande namn av Werner Hugo Paul Rothmaler. Lachemilla galioides ingår i släktet Lachemilla och familjen rosväxter. Inga underarter finns listade i Catalogue of Life.